# HAKODATE 男爵倶楽部 HOTEL&RESORTS
HAKODATE 男爵倶楽部 HOTEL&RESORTS（はこだてだんしゃくくらぶホテル&リゾーツ）は、北海道函館市にあるホテル。サンダンス・リゾート提携施設。

## 概要
滞在型観光に対応したレジデンシャルタイプのホテル。函館駅から徒歩3分で函館朝市に隣接している立地であり、ペット同伴での宿泊が可能など様々なスタイルに合わせて利用することができる。全室リビング、キッチン、ビューバス、バルコニーが標準仕様となっている。また、敢えてレストランを設置せずに「街が食卓」をコンセプトに地元の提携店を紹介している。
名称は明治時代に函館地域に功績を残し、「男爵いも」生みの親としても知られている川田龍吉に由来する。

## 施設
ゲストルーム
- スタンダードフロア
  - ツインルーム（41m²）
  - スーペリアルーム（49m²）
  - フォースルーム（70m²）
- エグゼグティブフロア
  - コーナースイート 1001（70m²）
  - コーナースイート 1004（70m²）
  - オーシャンスイート 1002（90m²）
  - オーシャンスイート 1003（90m²）
- スペシャルフロア
  - バリアフリールーム（70m²）
  - ドッグフレンドリールーム（41m²）

その他
- カフェ「ミスジェニー」
- メモリアルショップ「リョー」
- スパ「ジェニー」
- PCコーナー
- コインランドリー
- レセプション

## 参考資料
- “パンフレット” (PDF).   男爵倶楽部. 2016年2月15日閲覧。